# Pseudanaesthetis sumatrana
Pseudanaesthetis sumatrana là một loài bọ cánh cứng trong họ Cerambycidae.